# Княжевич Микола Антонович
Микола Княжевич (31 січня 1871 — 4 березня 1950, Сент-Женев'єв-де-Буа) — генерал-майор Свити, останній таврійський губернатор. Онук Дмитра Княжевича.

## Біографія
Православний. Зі спадкових дворян Таврійської губернії. Син таємного радника Антоніна Княжевича. Молодший брат Володимир — повітовий феодосійський предводитель дворянства.
У 1891 році закінчив Олександрівський ліцей із золотою медаллю. Наступного року склав офіцерський іспит при 1-му військовому Павлівському училищі та був визначений корнетом у Лейб-гвардії Гусарський Його Величності полк.
Чини: поручник (1896), штабс-ротмістр (1898), ротмістр (1902), флігель-ад'ютант (1904), полковник (1904), генерал-майор із зарахуванням до Світу (за відзначення, 1912).
Протягом трьох із половиною років командував ескадроном лейб-гвардії Гусарського полку. У 1908—1912 роках командував Кримським кінним полком. З 9 жовтня 1912 року командував 2-ю бригадою 8-ї кавалерійської дивізії, з якою вступив у Першу світову війну . Був нагороджений Георгіївською зброєю
|  | За то, что в бою 24 и 25 августа 1914 года под Аннополем, захватил и удержал важный пункт на р. Висле. |

14 листопада 1914 призначений Таврійським губернатором, а 11 січня 1917 — Одеським градоначальником.
Після Жовтневого перевороту на еміграції в Югославії. На початку 1920-х років жив із сім'єю в Угорщині. Потім переїхав до Франції, очолював об'єднання Кримського кінного полку. Останні роки життя провів у Російському домі в Сент-Женев'єв-де-Буа .
Помер у 1950 році. Похований на цвинтарі Сент-Женев'єв-де-Буа. Був одружений з Катериною Борисівною Обуховою (1891—1954).

## Нагороди

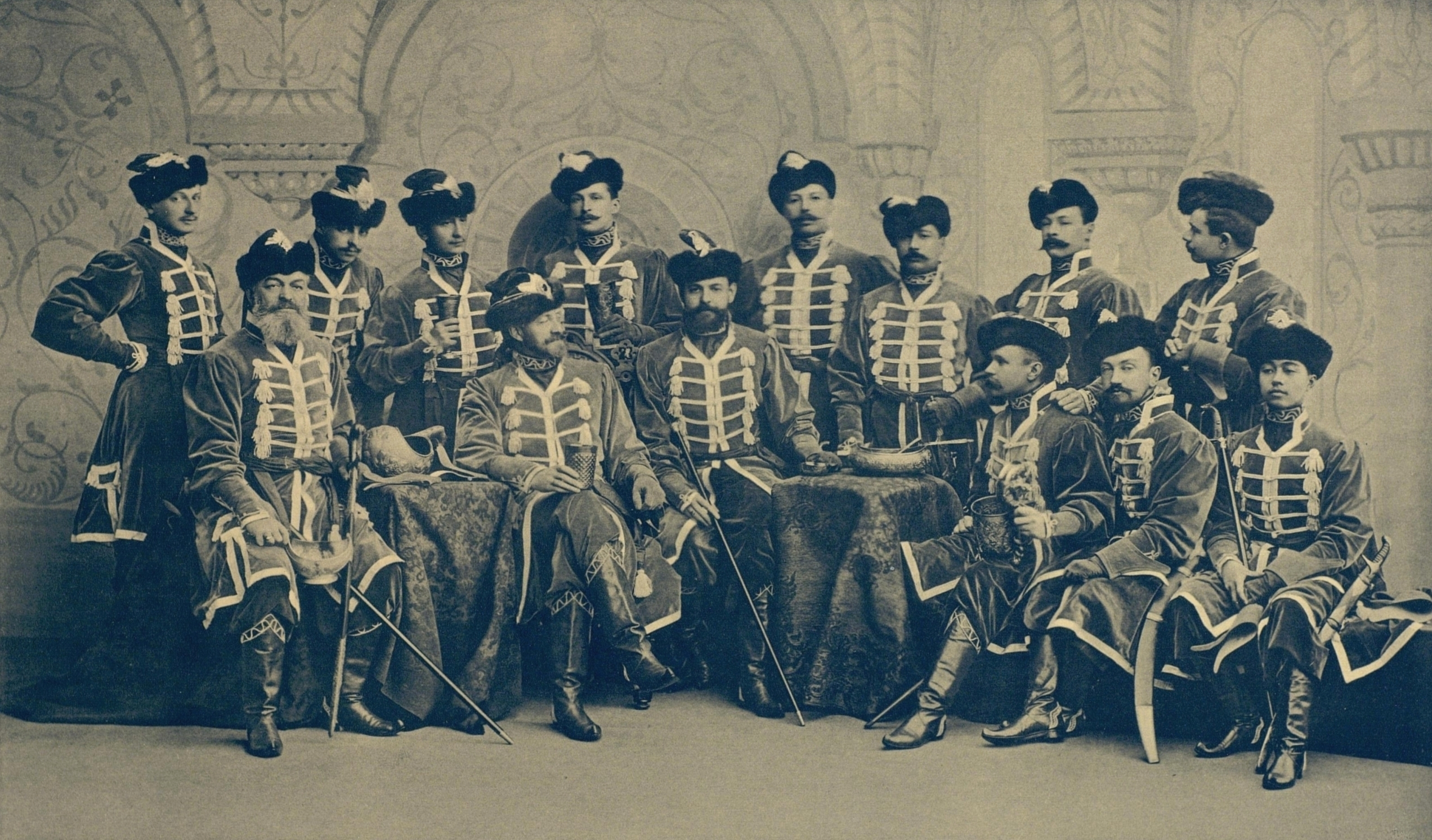
М. Княжевич (стоїть третій ліворуч) на Костюмованому балу 1903 року у групі офіцерів лейб-гвардії Гусарського Його Величності полку

- Орден Святого Станіслава 3 ст. (1901)
- Орден Святої Анни 3 ст. (1904)
- Орден Святого Володимира 4 ст. (1906)
- Орден Святого Володимира 3 ст. (1909) з мечами (1914)
- Орден Святої Анни 1 ст. з мечами (1915)
- Орден Святого Станіслава 1 ст. з мечами (1915)
- Орден Святого Володимира 2 ст. з мечами (1915)
- Георгіївська зброя (ВП 09.03.1915)

## Пам'ять
- У 1916—1952 роках на честь Миколи Княжевича називалася станція Ярка Кримської залізниці.
- Його ім'я носив бульвар у Євпаторії, нині вулиця Фрунзе.